# Dîner de l'équipage
Dîner de l’équipage ou Équipage dans une batterie 1884, est un tableau réalisé en 1884 par le peintre français Julien Le Blant. Cette huile sur toile représente une scène de repas entre marins à bord d’un navire de guerre. Conservée au musée national de la Marine, l'œuvre est un dépôt du Fonds national d'art contemporain (FNAC).

## Description
La scène est éclairée par la lumière du soleil couchant, qui entre par les sabords et suggère la fin du repas. Les marins, détendus, sont vêtus d'uniformes blancs en toile légère et certains sont pieds nus. Ils dînent sur des tables en bois installées entre trois imposants canons, dont le chargement par la culasse est visible. Au premier plan, une table avec deux couverts propres crée une ouverture invitant le spectateur à entrer dans la scène.

## Analyse
Spécialisé en peinture de guerre, Julien Le Blant peint des tableaux dans lesquels il s’intéresse à la vie quotidienne des soldats. Ici, la scène se situe dans un cuirassé. Le navire, sa destination et le conflit dans lequel il serait engagé ne sont pas identifiés. La datation de l’œuvre permet toutefois de supposer qu’il pourrait s’agir d’une guerre coloniale, telle que la guerre franco-chinoise (1881-1885) ou la première guerre franco-malgache (1883-1885). Cependant, Le Blant écarte toute référence explicite aux enjeux politiques ou militaires et choisit de représenter ces hommes lors d'un moment de détente, ce qui contraste avec l'incertitude liée au conflit et à la guerre.